# 小佐野政邦
小佐野 政邦（おさの まさくに、1928年（昭和3年）9月9日 - 2001年（平成13年）2月18日）は、日本の実業家である。
歌人、小説家、実業家の小佐野彈は血縁上の孫であり、養子。
1982年（昭和57年）、国際興業第四代社長に就任。1986年（昭和61年）、急逝した創業者小佐野賢治の全事業を継承し、グループ総裁となる。
「北海道いすゞ」「馬門温泉」「秋北ホテル」「十和田観光電鉄」「花巻温泉」を任され、一か月の半分は北海道、残り半分は東北というハードスケジュールで、賢治の信頼を勝ち取った。

## 来歴・人物
身長178センチで、当時としては背が高く体操の時は常に先頭であった。
山梨県勝沼町生まれ。幼い頃は家で水田と養蚕をしていた。旧制日川中学校を卒業。
中学の頃は、砲丸投げの山梨県記録を作ったほか、走り幅跳びもこなし、野球部で助っ人要員もこなした。
早稲田大学を卒業後の1952年（昭和27年）に国際興業株式会社入社。
部品部、総務部を経て、同社グループ北海道・東北各社現地経営執行者として経営を担当。
1967年頃、北海道のいすゞの自動車販売店の責任者をしていたところ、小佐野賢治に「青森に来てくれ」と言われ、青森に移る。
1970年頃、千田正岩手県知事や当時自民党総務会長の鈴木善幸から、都内の岩手県事務所で小佐野賢治になんとかしてくれ、と言われる場に同席し、国際興業が岩手中央バスを引き受けた。
1972年4月25日、小佐野賢治が株式を取得していた、花巻温泉の社長として、地元の天才である宮沢賢治の従兄弟である宮澤史郎から、小佐野賢治の腹心長澤良に社長が変更となり、政邦は同社の専務に就任した。
政邦のもとにおいて、国際興業は、花巻温泉、岩手県交通、滝沢ニュータウン等を手掛けた岩手興業、みちのくコカ・コーラ等岩手県とは強い結びつきを持っていた。
兄が経営していた昭和の頃は5つ玉のそろばんでどこがあわないと、決算に三か月かかっていたが、今はパソコンで4月の2，3日には決算ができるというスピードに乗り遅れてはいけないと考えていた。
役員会で発言しない人には、役員会から出て職場で仕事をしろ、と紙を回していた。
1986年、岩手県交通が国際興業グループ入りし、同年のうちに、高速バスはすべて国際興業貸切カラーに統一された。
国際興業全体50社の中で、北東北の企業の利益率は、経費がほぼ同じで売上が低いため、悪いということを自覚しつつも、岩手県には気持ちよく受け入れてもらって気持ちよく投資しているという感覚を抱いていた。
岩手県民に対しては、素朴で勤勉で疑心暗鬼にとらわれず、陰湿さのないよい県民性ととらえていた。
2001年2月18日、胃癌のため死去。

## 叙勲
藍綬褒章（1995年） - バス事業従事者として亀井静香運輸大臣から叙勲。

## 著作
- 「国際興業を語る」 - IBC岩手放送編　1995年10月25日